# Stard'Üst
Stard'Üst è un album degli Üstmamò pubblicato nel 1998 su etichetta Virgin/I Dischi del Mulo.

## Tracce
1. Cosa conta – 4:19
2. Nostre altre vite – 4:49
3. Kemiospiritual – 5:11
4. Mai più – 7:05
5. Open cojon – 4:45
6. Minimale – 5:21
7. Rosa di rabbia – 4:27
8. Stammi vicino – 3:28
9. Opera Soap – 5:29
10. Stard'Üst – 8:13

## Formazione
- Mara Redeghieri - voce
- Ezio Bonicelli - chitarra, violino, melodica e sintetizzatori
- Luca Alfonso Rossi - basso, banjo, batteria elettronica, programmazione e cori
- Simone Filippi - chitarra e cori